# 김예지 (1996년)
김예지(1996년 9월 23일 ~ )는 대한민국의 가수로 록 밴드 카디의 보컬이다.